# Лилль-Сюд-Уэст
Лилль-Сюд-Уэст (фр. Lille-Sud-Ouest) — упраздненный кантон во Франции, регион Нор — Па-де-Кале, департамент Нор. Входил в состав округа Лилль.
В состав кантона входили юго-западные районы города Лилль.

## Политика
|  | Кандидат      | Партия                    | % голосов |
|  | ------------- | ------------------------- | --------- |
|  | Патрик Канне  | Социалистическая партия   | 68,40     |
|  | Франсуа Кинже | Союз за народное движение | 31,60     |

|  | Кандидат     | Партия                    | % голосов |
|  | ------------ | ------------------------- | --------- |
|  | Патрик Канне | Социалистическая партия   | 63,76     |
|  | Луа Лезерр   | Союз за народное движение | 36,24     |